# Tõnu Viik
Tõnu Viik (nascido a 12 de julho de 1968) é um filósofo estoniano. Desde 2021 é reitor da Universidade de Tallinn. Nasceu em Jõhvi.
Em 2003 concluiu o seu doutoramento na Emory University, nos EUA. Desde 1993 lecciona na Universidade de Tallinn.
A sua pesquisa filosófica abordou os seguintes temas: filosofia da cultura e teoria cultural, fenomenologia, formação de significado dependente da cultura, emoções colectivas, felicidade, amor e auto-engano.